# Akira (film)
Akira (japanska: アキラ AKIRA?) är en japansk animerad film från 1988. Den regisserades av Katsuhiro Ōtomo efter hans egen manga med samma namn.
Filmens dystopiska tema har tillsammans med Robotech varit stilbildande och dess inverkan på populärkultur, särskilt science fiction, har varit stor. Filmens kassasuccé i främst USA bidrog till att anime fick en så stor spridning i västvärlden under 1990-talet. Bland annat har det cineastiska bildspråket och skildringen av psykiska krafter inspirerat till många efterföljare.

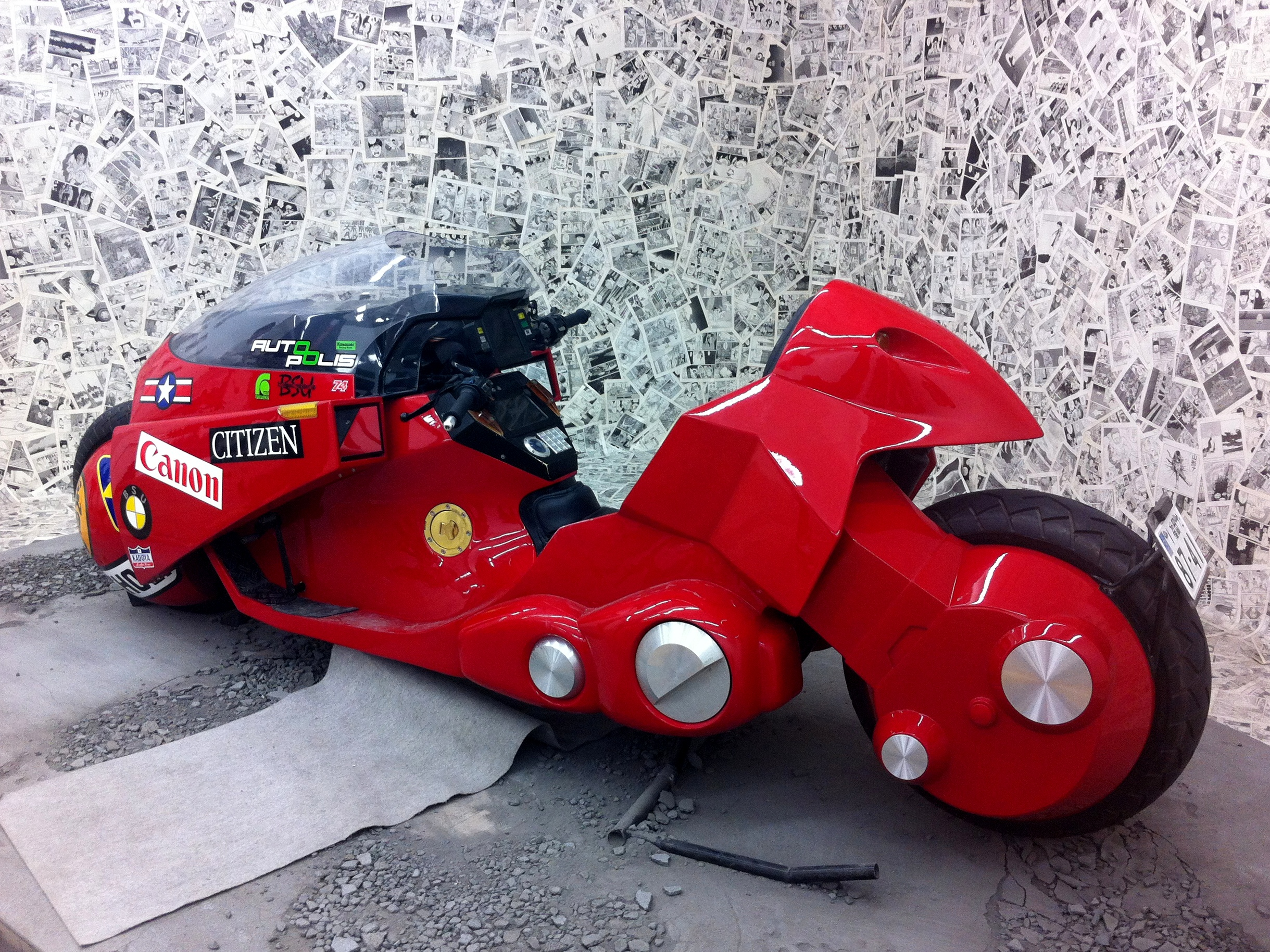
Replik i full skala av Kanedas röda motorcykel från filmen.

## Handling
Filmen utspelar sig i en nära framtid där världen genomlevt ett förödande krig med massförstörelsevapen. Scenen är Japans återuppbyggda huvudstad Neo-Tokyo, en dekadent mega-stad präglad av kriminalitet och ungdomsgäng. Den politiska situationen är instabil. Korruption, polisvåld och massarbetslöshet har lett massorna i protest. Berättelsen följer med två vänner, de unga motorcykelligisterna Kaneda och Tetsuo. Genom en olycka inblandas de i en intrig av politisk konspiration som kretsar kring en grupp barn med psykiska krafter och den mystiska Akira.

## Röster (urval)
| Mitsuo Iwata  | – Shōtarō Kaneda |
| Nozomu Sasaki | – Tetsuo Shima   |
| Mami Koyama   | – Kei (Kay)      |
| Tarō Ishida   | – Översten       |
| Mizuho Suzuki | – Doktor Ōnishi  |
| Tesshō Genda  | – Ryūsaku (Roy)  |